# Batalla de Buzakha
La batalla de Buzakha va tenir lloc entre Khàlid ibn al-Walid i Tulayha, el setembre del 632 a Buzakha, un pou del Najd, al territori dels Asad o dels Tayyi..

## Forces
Khàlid tenia 6.000 homes sota el seu disposició, mentre Tulayha tenia 15.000 homes.

## Desenvolupament general
Els Banu Asad van participar en la rida o apostasia contra l'islam, dirigida pel fals profeta Tulayha però foren derrotats per Khàlid ibn al-Walid i el seu lloctinent Al-Qaqà ibn Amr, al pou de Buzakha (632). La majoria dels Banu Tayyi van abandonar Tulayha abans de la batalla però en canvi va rebre l'ajut d'Uyayna ibn Hisb i de 700 homes dels Fazara de Ghatafan, tradicionals aliats dels Banu Asad. Uyayna va abandonar el combat en veure que els poders profètics de Tulayha no tenien efecte. Després de la batalla, Tulayha va fugir a Síria i els Banu Asad es van sotmetre al califa; diverses tribus que romanien neutrals es van decantar llavors per l'islam.

## Conseqüències
A partir d'aquí, Khàlid es va adreçar cap al seu proper objectiu i gairebé un mes més tard es trobava combatent a la batalla de Zafar.
Tulayha, d'altra banda, que havia matat un company veterà del Profeta anomenat Akaixa Bin Mihsan es va enfrontar a una prohibició de formar part de qualsevol guerra. Més tard va demanar perdó al califa Abu-Bakr as-Siddiq, el qual el va perdonar però li fou prohibit, tant a ell com a la seva tribu, d'unir-se a qualsevol campanya externa, ja que s'havia lliurat a l'apostasia i, per tant, no s'hi podia confiar. Seria sota el regant del califa Úmar ibn al-Khattab que li fou permès, finalment, de participar en les batalles. Tulayha serví amb gran distinció en la campanya persa, especialment en la batalla d'al-Qadisiyya. Perdé la vida a la batalla de Nihawand.